# جوزيف أديسون ألكسندر
جوزيف أديسون ألكسندر (بالإنجليزية: Joseph Addison Alexander)‏ هو عالم عقيدة ومترجم أمريكي، ولد في 24 أبريل 1809 في فيلادلفيا في الولايات المتحدة، وتوفي في 28 يناير 1860 في برينستون في الولايات المتحدة.